# Robert Meyers (ishockeyspelare)
Robert Roderick "Bob" Meyers, född 11 augusti 1924 i Edmonton, död 22 mars 2014 i Edmonton, var en kanadensisk ishockeyspelare.
Meyers blev olympisk guldmedaljör i ishockey vid vinterspelen 1952 i Oslo.